# Ernst Maxon

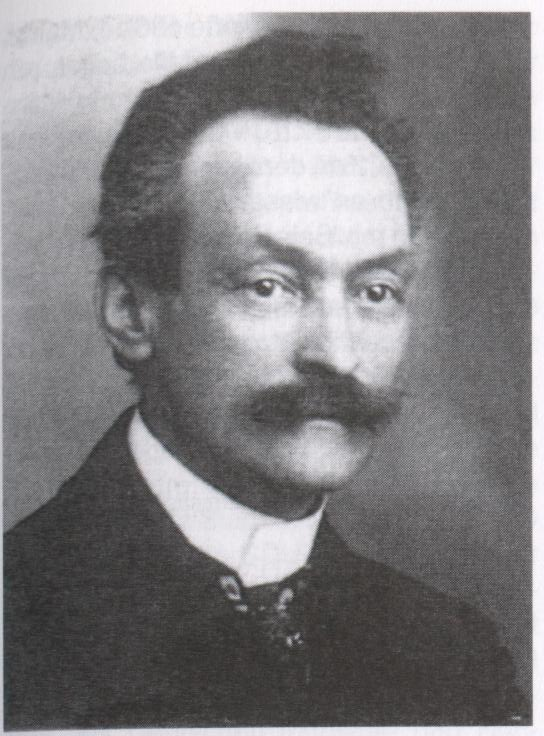
Ernst Maxon

Ernst Adolf Theodor Maxon (* 3. August 1867 in Landau; † 9. September 1952 ebenda) war ein deutscher Mediziner und Träger des Bundesverdienstkreuzes.

## Leben
Ernst Adolf Theodor Maxon wurde am 3. August 1867 in Landau in der Pfalz geboren. Nach Studium an der Ludwig-Maximilians-Universität München arbeitete er bis 1894 als Assistenzarzt am Städtischen Krankenhaus München. Ebenfalls 1894 erschien seine erste Veröffentlichung, und Maxon wurde Mitglied im Roten Kreuz, für das er bis 1944 ehrenamtlich tätig war. Im Jahr 1896 heiratete er in Landau Emma Bregeart. Zusammen mit dem Chirurgen Karl Hugel betrieb er den Bau des Vincentius-Krankenhauses Landau, der 1898 begann; 1901 wurde die Einrichtung eröffnet. Maxon wurde zum Geheimen Sanitätsrat und Ehrenbürger der Stadt Landau erhoben. In seinem Todesjahr 1952 erhielt er das Große Verdienstkreuz der Bundesrepublik Deutschland.

## Ehrungen
- 1948: Ehrenbürger der Stadt Landau.
- 1952: Großes Verdienstkreuz der Bundesrepublik Deutschland.